# Cine Balmes
El Cine Balmes, ubicat al carrer de Balmes, 215, va ser obra de Francesc Xicota Cabré. Amb una capacitat de 740 butaques.
Va obrir el 25 de desembre de 1953 amb la projecció de The Snows of Kilimanjaro i Armas secretas.
El maig de 1954 va començar a programar amb altres cinemes com Maryland, Excelsior i Goya.
La programació es basava en reestrenes fins que el 17 d'abril de 1954 es va convertir a cinema d'estrena, amb l'estrena de Mujer en la niebla. El 18 de setembre de 1968 es va convertir en sala d'art i assaig. Aquesta nova etapa començà amb Marat Sade de Peter Brook i, finalitzà el 28 de març de 1970 amb l'estrena de Ma nuit chez Maud d'Èric Rohmer.
El 1971 va tornar a la categoria de cinema comercial. Des de 1972 fins al 1981 la programació de la sala anà a càrrec de l'empresa Balañá. Des d'aquest moment se'n feu càrrec Cinesa.
L'11 de juliol de 1974 un grup d'ultres van provocar un incendi a la sala, en protesta per la projecció de Mi prima Angélica de Carlos Saura. El fet va provocar cartes de repulsa d'intel·lectuals i de la Federació de Cine-clubs al diari La Vanguardia. El Cine Balmes no va ser l'únic de la ciutat en sofrir aquests atacs. El 9 d'octubre va reobrir després d'una reforma total. Aquesta va incloure una reducció de butaques a 692. La pel·lícula seleccionada per a la nova obertura va ser El lute: Camina o revienta de Vicente Aranda.
El 22 de febrer de 2001 va tancar les portes. La pel·lícula seleccionada per al comiat va ser la mateixa que va inaugurar la sala, The Snows of Kilimanjaro.